# Liste der Botschafter der Vereinigten Staaten in Irland
Die Liste der Botschafter der Vereinigten Staaten in Irland bietet einen Überblick über die Leiter der US-amerikanischen diplomatischen Vertretung in Irland seit der Aufnahme diplomatischer Beziehungen. 

## Botschafter

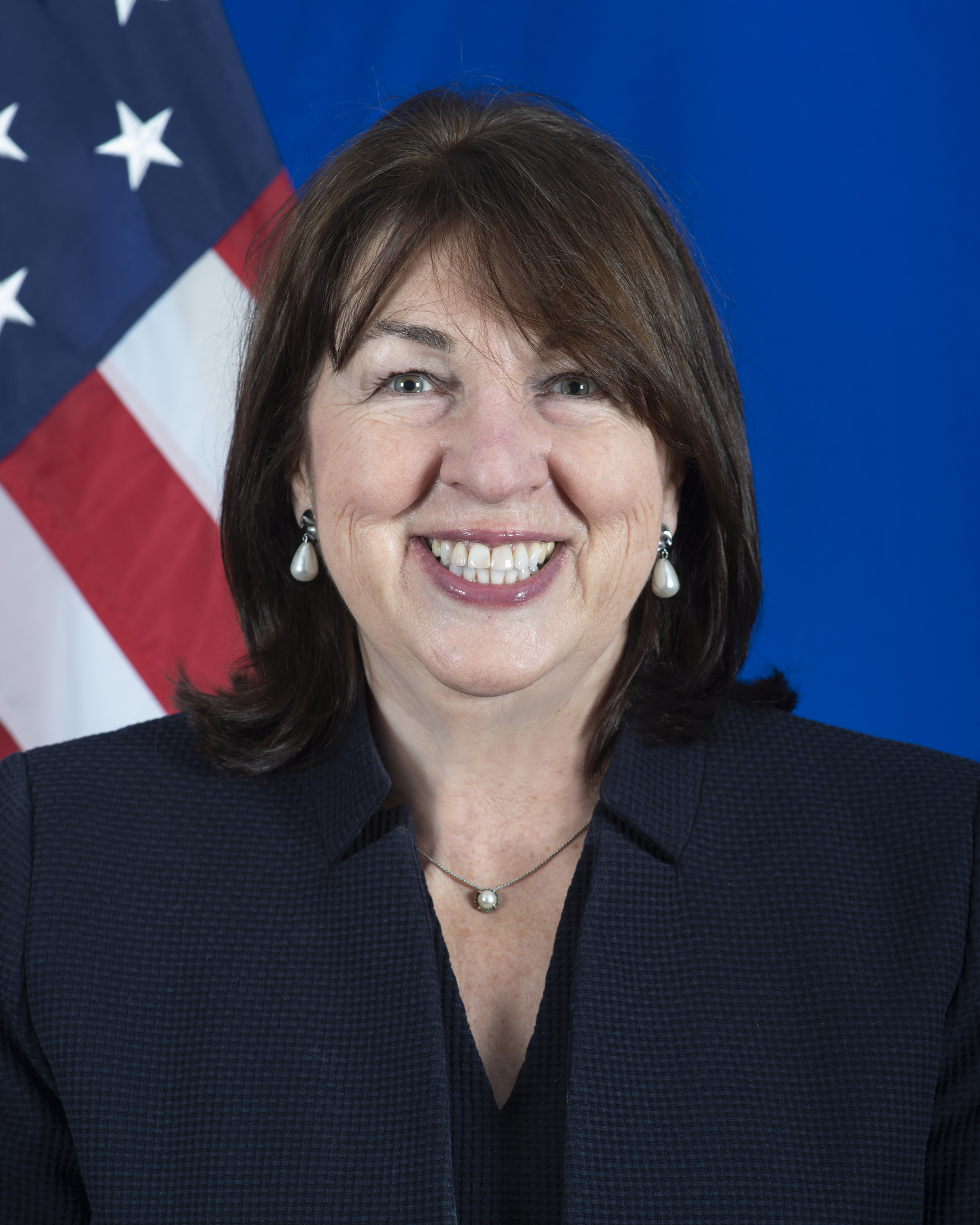
Claire D. Cronin, derzeitige US-Botschafterin in Irland

| Amtszeit  | Name                     | Anmerkung |
| --------- | ------------------------ | --------- |
| 1927–1934 | Frederick A. Sterling    |           |
| 1934      | W. W. McDowell           |           |
| 1935–1937 | Alvin M. Owsley          |           |
| 1937–1940 | John Cudahy              |           |
| 1940–1947 | David Gray               |           |
| 1947–1951 | George A. Garrett        |           |
| 1951–1952 | Francis P. Matthews      |           |
| 1953–1957 | William Howard Taft III  |           |
| 1957–1961 | R. W. Scott McLeod       |           |
| 1961–1962 | Grant Stockdale          |           |
| 1962–1964 | Matthew McCloskey        |           |
| 1965–1968 | Raymond R. Guest         |           |
| 1968–1969 | Leo J. Sheridan          |           |
| 1969–1975 | John D. J. Moore         |           |
| 1975–1977 | Walter Curley            |           |
| 1977–1981 | William V. Shannon       |           |
| 1982–1984 | Peter H. Dailey          |           |
| 1984–1985 | Robert F. Kane           |           |
| 1986–1989 | Margaret Heckler         |           |
| 1989–1992 | Richard A. Moore         |           |
| 1992–1993 | William H. G. FitzGerald |           |
| 1993–1998 | Jean Kennedy Smith       |           |
| 1998–2001 | Mike Sullivan            |           |
| 2001–2003 | Richard Egan             |           |
| 2003–2006 | James C. Kenny           |           |
| 2006–2009 | Thomas C. Foley          |           |
| 2009–2012 | Dan Rooney               |           |
| 2014–2017 | Kevin O’Malley           |           |
| 2019–2021 | Edward F. Crawford       |           |
| 2022–     | Claire D. Cronin         |           |

## Weblink
- Internetseite der US-Botschaft in Irland